# Anthonius Krieger (søofficer)
 Der er flere personer med dette navn, se Anthonius Krieger.
Anthonius Krieger (født 19. marts 1776 i København, død 25. august 1847 sammesteds) var en dansk søofficer.
Krieger var søn af viceadmiral Johan Cornelius Krieger (1725-1797). Han blev kadet i Marinen 1787 og månedsløjtnant allerede 1794 og avancerede samme år til sekondløjtnant, blev premierløjtnant 1800, kaptajnløjtnant 1808, kaptajn 1815, kommandørkaptajn 1826, kommandør 1834; 1840 tillagdes der ham kontreadmirals karakter, 2 år senere forfremmedes han til virkelig kontreadmiral.
Efter en udenlandsrejse 1803 var han 1804-08 ansat i Tønning som chef for en del kanonfartøjer, der først blokerede Elben, senere – under krigen mod englænderne – fra Ejderen opererede mod de engelske krydsere. 1809 var han som chef for den fra englænderne erobrede brig The Tickler i hans faders eskadre i Øresund, 1810 chef for kanonflotillen ved Præstø, 1811 næstkommanderende på fæstningen Christiansø, hvor han tillige førte de der stationerede kanonfartøjer. 1812 førte han briggen Laaland i Norge og deltog med denne i den blodige kamp i Lyngør 6. juli, hvor fregatten Najaden blev ødelagt; for at ikke hans skib skulle erobres, satte han det på grund og tændte ild i det; englænderne slukkede dog denne, men måtte atter forlade det, da det tilbageerobredes af kaptajnløjtnant Rask. 18. januar 1813 blev Krieger for sit heltemod Ridder af Dannebrog.
Krieger overtog derefter atter kommandoen over briggen i Norge, men vendte efter landets adskillelse fra Danmark tilbage til København. 1816-18 var han uden for nummer, 1821 chef for kadetskibet, 1822 og 1823 meddommer for søkadetterne, 1836 chef for linjeskibet Skjold på togt i Nord- og Østersøen. 28. juni 1840 blev han Kommandør af Dannebrog. 1841 indtrådte han som medlem af Konstruktions- og Reguleringskommissionen; forinden var han blevet ansat i bestyrelsen for Søetatens Drengeskole. 18. september 1843 blev han Dannebrogsmand og fik 6. august 1847 Storkorset af Dannebrog.
Krieger, der døde 25. august 1847, blev 9. november 1809 gift i Holmens Kirke med Elisabeth Dorothea Prætorius (2. november 1779 i Vestindien – 14. januar 1861), datter af grosserer Johannes Prætorius og Maren Elisabeth, født Brøchner. Han var far til Antonius, Johan Cornelius og Emil Krieger.
Han er begravet på Holmens Kirkegård.